# Большая Сыня
Большая Сы́ня (Сыня) (коми Ыджыд Сыняю) — река в Республике Коми, левый приток реки Уса. Длина реки 206 км, площадь бассейна 4040 км².

## Этимология
Река Сыня имеет финно-угорское происхождение. Так на диалекте коми сыня, означает «сырое место, где стоит ржавая вода; трясина». Позже по реке был назван посёлок Сыня.

## Описание
Берёт начало при слиянии рек Лунвож-Сыня и Войвож-Сыня. Общее направление течения — северо-северо-западное. Впадает в Усу по левому берегу в 55 км от её устья (в 2,5 км ниже деревни Сынянырд, расположенной на правом берегу). Высота устья — 33,5 м над уровнем моря.
В верховьях река представляет собой горно-таёжную реку с порогами, шиверами, высокими скалистыми берегами и скоростью течения до 2,2 м/с. В среднем и нижнем течении — равнинная река, протекающая по лесистой болотистой местности, со множеством рукавов и ими образованных островов. Замерзает в конце октября — начале ноября, вскрывается ото льда в мае.
Бассейн почти полностью расположен в границах района Печора, лишь низовья бассейна относятся к городскому округу Усинск. Исток и верхнее течение находятся на территории национального парка «Югыд ва».
В среднем течении вблизи реки расположен посёлок Сыня (при ж.-д. станции Сыня) — единственный в бассейне населённый пункт с постоянным населением. Вблизи посёлка реку пересекают железные дороги Котлас — Воркута и Сыня — Усинск.
В бассейне также расположены вахтовые посёлки при нефтегазовых месторождениях и газопроводах.
Топоним происходит от коми сыня — «сырое место».

## Притоки
(от устья, в скобках указана длина в километрах)
- 20 км пр: Малая Сыня (97)
- 40 км лв: Ивашъю (32)
- 69 км лв: Ничтемъю (22)
- 89 км пр: Янью (56)
- 92 км пр: Гольганъёль (21)
- 101 км пр: Седъёль (21)
- 115 км лв: Козлаю (17)
- 117 км пр: Козлаю-Усть-Ёль (14)
- 120 км пр: Правый Звэзъямаёль (12)
- 126 км пр: Вылью (13)
- 136 км пр: Кычанаёль (23)
- 141 км лв: Кыдзьрасъю (40)
- 151 км лв: Красный Камень 2-й (13)
- 152 км пр: Красный Камень 1-й (10)
- 192 км лв: Саша-Ёль (23)
- 206 км лв: Лунвож-Сыня (34)
- 206 км пр: Войвож-Сыня (43)

## Данные водного реестра
По данным государственного водного реестра России относится к Двинско-Печорскому бассейновому округу, водохозяйственный участок — Уса, речной бассейн — Печора, речной подбассейн — Уса.
Код водного объекта — 03050200112103000071370.